# Большое Полпино
Большо́е По́лпино — посёлок городского типа в Брянской области России, подчинён администрации городского округа  города Брянска (с 2005 года). Расположен в 10 км к востоку от областного центра на реке Снежеть.
Население — 5859 чел. (2021).
В посёлке есть две железнодорожные станции — «Полпинская» (на линии Москва — Киев, расположена в центральной части посёлка) и «Снежетьская» (на линии Брянск — Орёл, расположена в посёлке Снежка).

## История
Посёлок получил своё название по урочищу Полбино, расположенному вдоль Снежети и упоминаемому с 1706 года. Село известно с середины XVIII века как владение Брянского Петропавловского монастыря, с XIX века — Белобережской пустыни (расположена в 6 км к востоку). С конца XVIII века — приходское село с Николаевским храмом (закрыт в 1937 году, разрушен в 1943 году; с 2002 года действует новый храм).
Статус посёлка городского типа — с 27 декабря 1933 года.
В 1963 году в состав Большого Полпина были включены три удалённых обособленных посёлка — Снежка, Осиновая Горка и Житная Поляна.

## Население
| 1939  | 1959  | 1970  | 1979  | 1989  | 2002  | 2009  | 2010  | 2012  |
| ----- | ----- | ----- | ----- | ----- | ----- | ----- | ----- | ----- |
| 8646  | ↘7281 | ↗7437 | ↘7122 | ↘6374 | ↘4613 | ↗5142 | ↗6356 | ↘6317 |
| 2013  | 2014  | 2015  | 2016  | 2017  | 2018  | 2019  | 2020  | 2021  |
| ↘6301 | ↘6244 | ↘6206 | ↘6164 | ↘6119 | ↘6069 | ↘6025 | ↘5985 | ↘5859 |

## Здравоохранение
Посёлок известен благодаря расположенной рядом с ним психиатрической больнице (в настоящее время в черте города Брянска). Её название «Полпинка», используемое брянцами в разговорной речи, стало, по сути, нарицательным.

## Экономика
Заводы: фосфорных удобрений, керамзито-гравийный, железобетонных изделий, металлоконструкций и технологической оснастки; деревообрабатывающие предприятия. В посёлке расположен таможенный пост. В районе — заброшенное месторождение фосфоритов, разрабатывавшееся с 1929 года по 2000-е годы; бывшие карьеры фосфоритного завода в настоящее время переданы под городскую свалку.